# 그녀들의 방
"그녀들의 방"은 2009년에 개봉한 대한민국의 영화이다.

## 캐스팅
- 정유미 : 구언주 역
- 예수정 : 유석희 역
- 박혁권 : 이재우 역
- 백수장 : 정은성 역
- 정경김 : 소현 역
- 김미숙 : 왕언니 역
- 최효상 : 부동산중개인 역
- 이일섭 : 부랑자 역
- 진경 : 박 선생 역
- 손진환 : 최 실장 역
- 김지나 : 이수진 역
- 류혜연 : 싸우는 여교사 역
- 선종남 : 장례용품점 남직원 역
- 김춘자 : 한 선생  역
- 김현 : 혜민 모 역
- 정미애 : 요셉 모 역
- 신연숙 : 요셉 할머니 역
- 진선미 : 싸우는 원생 역
- 이종현 : 원룸 세입자 역
- 이나연 : 희정 역
- 신담수 : 정준성 역
- 신진희 : 여비서 역
- 신영재 : 혜민 역
- 임성빈 : 요셉 역
- 윤동호 : 복도소년 역
- 김동규 : 흡연학생 1 역
- 김정열 : 흡연학생 2 역
- 김민정 : 요셉 고모 역
- 허은경 : 단독주택 주인녀 역
- 이주영 : 백화점 중년녀 역
- 김진한 : 원룸 주인 역
- 이유진 : 혜미 역
- 남경숙 : 장례용품점 여직원 역
- 나석민 : 부동산 개발업체 직원 역
- 양선주 : - 역
- 추귀정 : 가영 역 (특별출연)
- 이승훈 : 복지재단 이부장 역 (특별출연)
- 나현  : 학습지회사 나팀장 역 (특별출연)
- 최두영 : 고시원장 역 (특별출연)